# Risaralda (novela)
Risaralda es una obra literaria hecha por el escritor colombiano Bernardo Arias Trujillo y publicada en 1935. La novela se centra en la colonización del valle de Risaralda por Francisco Jaramillo Ochoa en 1904, en las primeras comunidades negras allí asentadas, la fundación de los pueblos de “Sopinga” y de “La Virginia” posteriormente, y en los colonos antioqueños que fueron habitando el valle con sus haciendas y sus comercios. Ha sido considerada como la novela más representativa de Arias Trujillo y una de las más importantes de la narrativa colombiana de principios del siglo XX.

## Argumento
La novela inicia con la llegada de una población negra de la región del Cauca al valle de Risaralda, encabezada por los personajes de Salvador Rojas y Agustín López, quienes fundan el pequeño caserío de "Sopinga". El pueblo rápidamente se convierte en el refugio de muchos negros que huyen de condiciones de vida infames y se establecen como una comunidad independiente; a medida que el pueblo crece, se detallan aspectos de la vida de ciertos personajes, principalmente Juancho Marín, un negro bambuquero que es temido por todos, Pacha Durán, que es la dueña de la fonda más famosa por las fiestas y las peleas que allí se dan, y Carmelita Durán, "La Canchelo", hija de Pacha Durán, que es la mujer más hermosa y más deseada por todos los hombres, y quien es celosamente guardada por su madre para un hombre que, a su parecer, la merezca.
Con la llegada de un buque que entra por el río Cauca hacia Sopinga, finaliza la etapa negra de la novela e inicia la colonización blanca. Colonos provenientes de Manizales talan y queman la selva para fundar un nuevo pueblo, al que llamarían "La Virginia" (municipio real, perteneciente al departamento de Risaralda en Colombia). Es a partir de esta etapa que aparecen personajes como Francisco Jaramillo Ochoa (verdadero fundador de La Virginia, Risaralda) y Juan Manuel Vallejo, quien será el personaje destacado de la narración en adelante. Después del proceso de colonización, de la fundación del nuevo pueblo y del establecimiento de la cultura blanca, se narran todas las aventuras del protagonista Juan Manuel Vallejo y de su llegada al valle; es un personaje que sobresale por su belleza y sus atributos físicos, su talento como cantor y como jornalero, y su capacidad para enamorar a todas las mujeres que se propone. Silvio Villegas, ilustre intelectual manizaleño del siglo pasado, dice sobre el personaje en el prólogo de la novela: 
"Juan Manuel Vallejo pasa por el valle de Risaralda veloz y fulgurante como un meteoro. Es el hijo pródigo de casi todos los hogares antioqueños, que siente la necesidad de “irse”, que ama el aguardiente de caña, el vagabundaje, los toreos de plaza, el juego, el viento áspero, los itinerarios desconocidos y los amores peligrosos. Y muere en una tarde de tempestad, firme sobre su silla chocontana, arrastrado por las astas bravías de una fiera indomable."
El protagonista, entonces, establece un romance con Carmelita Durán y genera gran conmoción en el pueblo. En medio de dicha situación, llega la noticia de que a la región ha llegado un cuatrero terrible, que azota los campos y los poblados: Víctor Malo, un personaje al que también se le dará gran importancia durante el final de la novela. Este personaje se enfrenta con Juan Manuel Vallejo en un duelo y muere finalmente. Después de esto, se da una gran inundación en todo el valle, que consume gran parte del pueblo y del ganado, y el protagonista muere al ser arrastrado por un toro al que trataba de curar.

## Composición
En las ediciones disponibles de Risaralda, la novela se presenta como “Película escrita en español y hablada en criollo”, con un escenario y una decoración, y a su vez con un reparto conformado por "muñecos". Varias partes de la novela evidencian una narración que intenta simular la cinematografía, como en el capítulo XXX, cuando acontece la inundación del valle, que el episodio es presentado como "Proyección cinemática en cámara lenta". 
La novela está dividida en XXXI capítulos y "dos estampas", que guardan entre una y otra un intermedio particular. La primera estaría centrada en la vida negra del valle de Risaralda, es decir, el asentamiento de los negros y la fundación del villorrio de Sopinga, a la que sigue la llegada de los colonos blancos de Manizales, que bautizan el lugar con el nombre de La Virginia y dan paso así a la vida blanca del valle. Justo en la mitad, a finales del capítulo XV, el autor introduce un fragmento corto, que a la manera del Cantar de los Cantares (el cual cita textualmente), presenta una serie de letanías que exaltan la figura y la belleza de Carmelita Durán, La Canchelo.

## Crítica
Durante el siglo XIX en América Latina se publicaron varias novelas con rasgos comunes, que llevaban por título el nombre de una mujer. Estas obras literarias, según el célebre libro de Doris Sommer sobre las ficciones fundacionales de América Latina, daban cuenta entre varias cosas de una identidad nacional entendida desde una serie de valores de corte burgués y conservador, que se encarnaban en los personajes de estos romances. Es decir, que detrás de ellos podía percibirse un verdadero proyecto de Nación de acuerdo con los intereses de una clase dominante, burguesa, que pretendía mantener su posición en el marco de las naciones emergentes por medio de una exaltación de sus instituciones, sus costumbres y sus formas de ver el mundo. Ante la inestabilidad política y social acaecida durante el siglo XIX, esta literatura promulgaba escapes “pacíficos” mediante la idealización del amor (heterosexual), la belleza (europea), la pasión romántica y el paisaje. Los personajes y sus situaciones, e incluso las novelas en su totalidad, adquirían la connotación simbólica de una realidad mayor que representaba la sensibilidad burguesa latinoamericana y la ofrecía como un objeto deseado. Más aún: como historia deseada. De tal forma se han podido leer novelas como Amalia (1855), Manuela (1856), Clemencia (1869), María (1867) e incluso Doña Bárbara (1929). 
Para 1935, el escritor caldense Bernardo Arias Trujillo publicaba la que sería su más famosa novela: Risaralda. Hay investigadores, como la colombiana Betty Osorio, que consideran que dicha novela puede ser leída como una “ficción fundacional”, pues la obra comparte algunas de las características expuestas por Sommer en su libro. En esas ficciones por lo general suele haber un matrimonio (o algún tipo de unión) entre un hombre y una mujer, pertenecientes a sectores sociales diferentes que buscan reconciliación. En el caso de Risaralda, estaríamos hablando de la unión entre el “mundo del negro” y el “mundo del blanco”, representados en los personajes de La Canchelo y Juan Manuel Vallejo, respectivamente. El escenario resulta, además, fundamental para esta interpretación: la colonización de un valle virgen, primero por los negros (bárbaros, que huyen del dominio blanco) y luego por los blancos (antioqueños, representantes del progreso y la civilización), que terminan imponiéndose definitivamente. Osorio propone que en estos dos personajes se manifiesta el conflicto central de la novela, que guarda relación con el contexto social de la colonización antioqueña en el que se inscribe el autor. Canchelo y Vallejo no pueden unirse a través del matrimonio porque su unión está prohibida, sin embargo, ella queda embarazada de él y su hijo sería el representante de un nuevo orden social, que involucra a los dos mundos. 
1. ↑  Villegas, Silvio (1960). "Prólogo. Bernardo Arias Trujillo". En: Risaralda. Bedout. p. IX.

- Datos: Q25415164